# Христианство в Кувейте
Христианство в Кувейте — одна из религий, представленных в стране.
По данным исследовательского центра Pew Research Center в 2010 году в Кувейте проживало 390 тыс. христиан, которые составляли 14,3 % населения этой страны. Энциклопедия «Религии мира» Дж. Г. Мелтона оценивает долю христиан в 2010 году в 9,9 % (301 тыс. верующих).
Крупнейшим направлением христианства в стране является католицизм. В 2000 году в Кувейте действовало 69 христианских церквей и мест богослужения, принадлежащих 54 различным христианским деноминациям.